# Dongchang Lu
Dongchang Lu (chiń. 东昌路站) – stacja metra w Szanghaju, na linii 2. Zlokalizowana jest pomiędzy stacjami Lujiazui oraz Shiji Dadao. Została otwarta 28 października 1999.